# Piz Plavna Dadora
Piz Plavna Dadora är en bergstopp i Schweiz.   Den ligger i regionen Engiadina Bassa/Val Müstair och kantonen Graubünden, i den östra delen av landet, 210 km öster om huvudstaden Bern. Toppen på Piz Plavna Dadora är 2 879 meter över havet, eller 5 meter över den omgivande terrängen. Bredden vid basen är 0,20 km.
Terrängen runt Piz Plavna Dadora är huvudsakligen bergig. Runt Piz Plavna Dadora är det glesbefolkat, med 10 invånare per kvadratkilometer.. Närmaste större samhälle är Scuol, 7,8 km nordost om Piz Plavna Dadora. 
Trakten runt Piz Plavna Dadora består i huvudsak av gräsmarker.